# 山形市立第三中学校
山形市立第三中学校（やまがたしりつ だいさんちゅうがっこう、Yamagata Dai-3 Junior High School）は、山形県山形市にある公立中学校。

## 概要
略称は「山三中」（やまさんちゅう）、山形市内では「三中」とも呼ばれている。山形市立第二中学校、山形市立第六中学校とは兄弟校である。
JR山形駅西口のすぐそばにあり、学区も第二中学校と同様に須川東側から駅付近までと広い。生徒のほとんどは第一小学校、第二小学校、第六小学校（一部）、第十小学校、宮浦小学校出身である。男女剣道部やなぎなた部などが強く、女子剣道部は2003年から2007年にかけて東北大会団体5連覇を果たした。2004年には全国大会団体2位、2005年には個人の部でも全国優勝している。

## 沿革
- 1947年5月3日 - 山形市立第三中学校として山形市立第二中学校・山形市立第四中学校と同時期に開校。校舎は霞城公園内旧陸軍（歩兵第32連隊）兵舎を使用。
- 1955年8月 - 山形市双葉町に校舎完成。
- 1975年 - 女子バスケットボール部が全国中学校バスケットボール大会にて準優勝。
- 1983年4月1日 - 山形市立第六中学校と共に山形市立第十中学校を分離。
- 1987年10月 - 校舎全面改築落成。
- 1999年11月6日 - 吹奏楽部が全日本吹奏楽コンクール全国大会にて金賞受賞。

## 出身人物
- 安孫子充裕（陸上競技選手）
- 庄司七瀬（新体操選手）[3]
- 須藤満（ベーシスト）
- 吉田篤志（プロサッカー選手）

## 所在地
- 〒990-0828
山形市双葉町二丁目1番10号